# Mărcăuții Noi, Briceni
Mărcăuții Noi este un sat din cadrul comunei Mărcăuți din raionul Briceni, Republica Moldova.

## Demografie

### Structura etnică
Conform recensământului populației din 2004, satul avea 46 de locuitori: 32 de ucraineni, 9 moldoveni/români, 4 găgăuzi și 1 rus.